# شهرستان وترینو
شهرستان وترینو (به بلغاری: Vetrino Municipality) یک شهرستان در بلغارستان است که در استان وارنا واقع شده‌است. شهرستان وترینو ۲۹۳٫۱۲ کیلومتر مربع مساحت و ۵٬۷۰۲ نفر جمعیت دارد.